# Alexandre Menjaud
Alexandre Menjaud, né à Paris en 1773 et mort dans la même ville le 27 février 1832, est un peintre français.

## Biographie
Élève de Jean-Baptiste Regnault (1754-1829) à l'École des beaux-arts de Paris, Alexandre Menjaud remporte en 1802 le premier grand prix de Rome et expose pour la première fois au Salon en 1796. Il est pensionnaire de la villa Médicis à Rome de 1802 et 1806, mais ne pourra intégrer les lieux qu'en 1803 qu'après l'acquisition qu'en fit Napoléon Ier cette année là. Il pratique la peinture de genre, de portraits et d'histoire.
Rentré en France, Alexandre Menjaud fournira la famille impériale et se fera une spécialité de tableau de petit format. Sous la première Restauration, il peint des tableaux sur les grands peintres. 
Charles-Paul Landon (1761-1826) mentionne que : « Menjaud semble s'attacher à retracer les faits galans de la chevalerie française, les actes de courage ou de vertu de quelques hommes célèbres[réf. nécessaire]. »

## Œuvres dans les collections publiques

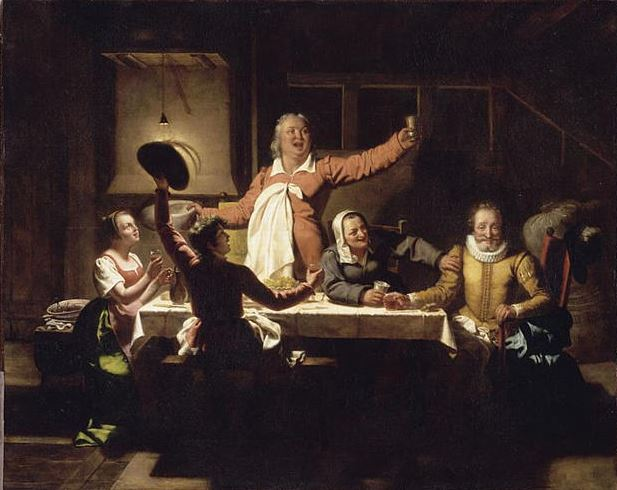
Henry IV chez le meunier Michaud (1806), musée national du château de Pau.

- Bayeux, musée d'Art et d'Histoire Baron-Gérard : Portrait de Madame Genas-Duhomme, 1802, huile sur toile, 185 × 130 cm.
- Bordeaux, musée des Beaux-Arts : Le Duc d'Angoulème arme chevalier de Saint-Louis un officier blessé à l'attaque du pont de la Drôme, 1819, huile sur toile, commande du ministère de l'Intérieur.
- Chambord, château de Chambord: Les Derniers moments du duc de Berry dans le foyer de la salle de l'Opéra de Paris, huile sur toile, esquisse, 33 × 42,5 cm.
- Fontainebleau, château de Fontainebleau : 
  - L'Impératrice Marie-Louise faisant le portrait de Napoléon Ier, 1810, huile sur toile, 72 × 59 cm ;
  - Marie-Louise portant le roi de Rome à Napoléon Ier pendant le repas de l'Empereur, 1812, huile sur toile, 149 × 226 cm, debout à droite de la scène figure Marie Auchard (1787-1846), nourrice du roi de Rome.
- Marseille, château Borély : Figures au bord d'une crique rocheuse, pierre noire, 25,5 × 33,5 cm.
- Montargis, musée Girodet : Les Adieux de Girodet à son atelier, 1826, huile sur toile.
- Paris, École nationale supérieure des beaux-arts: Éponine et Sabinus devant Vespasien, 1802, huile sur toile, 113 × 144 cm, premier grand prix de Rome.
- Pau, musée national du château de Pau : Henri IV chez le meunier Michaud, 1806, huile sur toile, 61 × 81 cm.
- Saint-Denis, basilique Saint-Denis, dans la sacristie : Louis le Gros bénissant son fils Louis VII en 1137, 42,5 × 31,5 cm .
- Versailles, musée de l'Histoire de France : Les Derniers moments du duc de Berry dans le foyer de la salle de l'Opéra à Paris, 130 × 176 cm.

## Salons
- 1796 : Supplice d'un parricide.
- 1808 : Henri IV chez le meunier Michaud.
- 1812 : Marie-Louise portant le roi de Rome à Napoléon Ier pendant le repas de l'empereur.
- 1814 : Henri IV chez le meunier Michaud.
- 1822 : Le Tintoret et l'Arétin[1].